# ユナイト (共同仕入会社)
株式会社ユナイトは、岩手県盛岡市に存在したスーパーマーケット事業を運営する企業による共同仕入会社。2010年5月31日に解散した。

## 概要
秋田県大館市の伊徳（現・伊徳ホールディングス）と岩手県盛岡市のベルグループの子会社ベルプラスの資本提携を元に、共同仕入れを行う企業として発足した。
さらに伊徳ホールディングスとベルプラスは2010年を目処に持株会社方式による経営統合を検討していた。2009年3月には、秋田県大仙市のタカヤナギと盛岡市のスーパーマーケットマルイチが、共同仕入れに参加することが決まり、ユナイトを事務局として2段階方式の2度目の経営統合を実施する予定だった。
しかし、第1段階の統合の計画が進まない状態が続き、2010年5月21日になって統合を断念し、伊徳ホールディングスとタカヤナギ、ベルプラスとスーパーマーケットマルイチの組み合わせでそれぞれ経営統合する方針であることが明らかになった。2010年5月31日の株主総会にて解散を議決した。
4社統合断念後、伊徳ホールディングスとタカヤナギの間でユナイト活動の継続として提携を継続することとなり、2社による経営統合後に、両社を傘下に持つ持株会社名に「ユナイト」を含めることとなり、2012年4月2日付でユナイトホールディングス（本社・秋田市土崎港東。いとく将軍野店と同一地に所在）が設立され、同年4月16日付で同HDと伊徳HD・タカヤナギ間で株式交換が行われることになり、両社は同HD傘下となった。
その後、ベルプラスの親会社であるベルグループは、2014年9月、北海道を地盤とし、青森県のCGCグループの企業も傘下に置くアークスグループ入りをすることになり、さらに、ベルプラスがグループ入りする前からのアークスG傘下企業でベルプラスと営業地盤がかぶるジョイスにベルプラスが吸収合併されることになり、2016年3月1日付でジョイスの社名がベルジョイスとされることになった。

## 沿革
- 2008年4月8日 - 株式会社ユナイトとして設立。
- 2010年5月31日 - 解散[3]。